# Colección Arqueológica de Yerápetra
La Colección Arqueológica de Yerápetra es una colección o museo de la isla de Creta, en Grecia.
Esta colección empezó a formarse a finales del siglo XIX, con el propósito de preservar hallazgos arqueológicos de la zona. Se encuentra en el edificio de la Escuela Otomana de la ciudad de Yerápetra. Comprende una serie de objetos que abarcan periodos comprendidos entre el tercer milenio a. C. y el siglo V d. C.
Entre los objetos que alberga se encuentran estatuas, cerámica, monedas e inscripciones. Del periodo minoico tardío, en concreto de la segunda mitad del siglo XV a. C., sobresale un sarcófago hallado en Episkopí cuyas superficies están decoradas. Del periodo helenístico es destacable una columna con una inscripción de un tratado entre Hierapitna (nombre antiguo de Yerápetra) y el rey de Macedonia Antígono. Del periodo romano destaca una estatua de Perséfone del siglo II.